# Paulão (football, 1969)
Pour les articles homonymes, voir Paulão.
Paulo António Alves, plus connu sous le nom de Paulão (né le 22 octobre 1969 à Luanda en Angola et mort le 17 août 2021) est un joueur de football international angolais, qui évoluait au poste de milieu de terrain.

## Biographie

### Carrière en sélection
Avec l'équipe d'Angola, il dispute 52 matches (pour 19 buts inscrits) entre 1993 et 2001.
Il a notamment disputé les CAN de 1996 et 1998.

#### Buts internationaux
Le score de l'Angola apparaît toujours en premier.
| #   | Date             | Lieu                                          | Adversaire         | Score | Résultat | Compétition                                                      |
| --- | ---------------- | --------------------------------------------- | ------------------ | ----- | -------- | ---------------------------------------------------------------- |
| 1.  | 28 février 1993  | Stade de Kégué, Lomé, Togo                    | Togo               | 1–0   | 1–0      | Tours préliminaires à la Coupe du monde de football 1994         |
| 2.  | 22 janvier 1995  | Botswana National Stadium, Gaborone, Botswana | Botswana           | 1–1   | 2–1      | Qualifications à la Coupe d'Afrique des nations de football 1996 |
| 3.  | 22 janvier 1995  | Botswana National Stadium, Gaborone, Botswana | Botswana           | 2–1   | 2–1      | Qualifications à la Coupe d'Afrique des nations de football 1996 |
| 4.  | 8 avril 1995     | Independence, Windhoek, Namibie               | Namibie            | 1–0   | 2–2      | Qualifications à la Coupe d'Afrique des nations de football 1996 |
| 5.  | 23 avril 1995    | Estádio da Cidadela, Luanda, Angola           | Guinée             | 2–0   | 3–0      | Qualifications à la Coupe d'Afrique des nations de football 1996 |
| 6.  | 16 juillet 1995  | Estádio da Machava, Maputo, Mozambique        | Mozambique         | 1–2   | 1–2      | Qualifications à la Coupe d'Afrique des nations de football 1996 |
| 7.  | 30 juillet 1995  | Estádio da Cidadela, Luanda, Angola           | Botswana           | 4–0   | 4–0      | Qualifications à la Coupe d'Afrique des nations de football 1996 |
| 8.  | 24 janvier 1996  | Kings Park Stadium, Durban, Afrique du Sud    | Cameroun           | 2–1   | 3–3      | Coupe d'Afrique des nations de football 1996                     |
| 9.  | 1er juin 1996    | Stade Nakivubo, Kampala, Ouganda              | Ouganda            | 2–0   | 2–0      | Tours préliminaires à la Coupe du monde de football 1998         |
| 10. | 16 juin 1996     | Estádio da Cidadela, Luanda, Angola           | Ouganda            | 1–0   | 3–1      | Tours préliminaires à la Coupe du monde de football 1998         |
| 11. | 16 juin 1996     | Estádio da Cidadela, Luanda, Angola           | Ouganda            | 3–1   | 3–1      | Tours préliminaires à la Coupe du monde de football 1998         |
| 12. | 6 octobre 1996   | Accra Sports Stadium, Accra, Ghana            | Ghana              | 1–0   | 1–2      | Qualifications à la Coupe d'Afrique des nations de football 1998 |
| 13. | 10 novembre 1996 | Estádio da Cidadela, Luanda, Angola           | Zimbabwe           | 2–1   | 2–1      | Tours préliminaires à la Coupe du monde de football 1998         |
| 14. | 30 mars 1997     | Estádio da Machava, Maputo, Mozambique        | Mozambique         | ?–?   | 2–1      | Match amical                                                     |
| 15. | 6 avril 1997     | Estádio da Cidadela, Luanda, Angola           | Togo               | 1–1   | 3–1      | Tours préliminaires à la Coupe du monde de football 1998         |
| 16. | 23 avril 2000    | Estádio da Cidadela, Luanda, Angola           | Eswatini           | 3–0   | 7–1      | Tours préliminaires à la Coupe du monde de football 2002         |
| 17. | 23 avril 2000    | Estádio da Cidadela, Luanda, Angola           | Eswatini           | 5–0   | 7–1      | Tours préliminaires à la Coupe du monde de football 2002         |
| 18. | 16 juillet 2000  | Estádio da Cidadela, Luanda, Angola           | Guinée équatoriale | 1–0   | 4–1      | Qualifications à la Coupe d'Afrique des nations de football 2002 |
| 19. | 17 juin 2001     | Cabinda, Angola                               | Burundi            | 1–0   | 2–1      | Qualifications à la Coupe d'Afrique des nations de football 2002 |